# Poochara farinosa
Poochara farinosa är en insektsart som först beskrevs av Fabricius 1803.  Poochara farinosa ingår i släktet Poochara och familjen dvärgstritar. Inga underarter finns listade i Catalogue of Life.